# Співаючі чаші

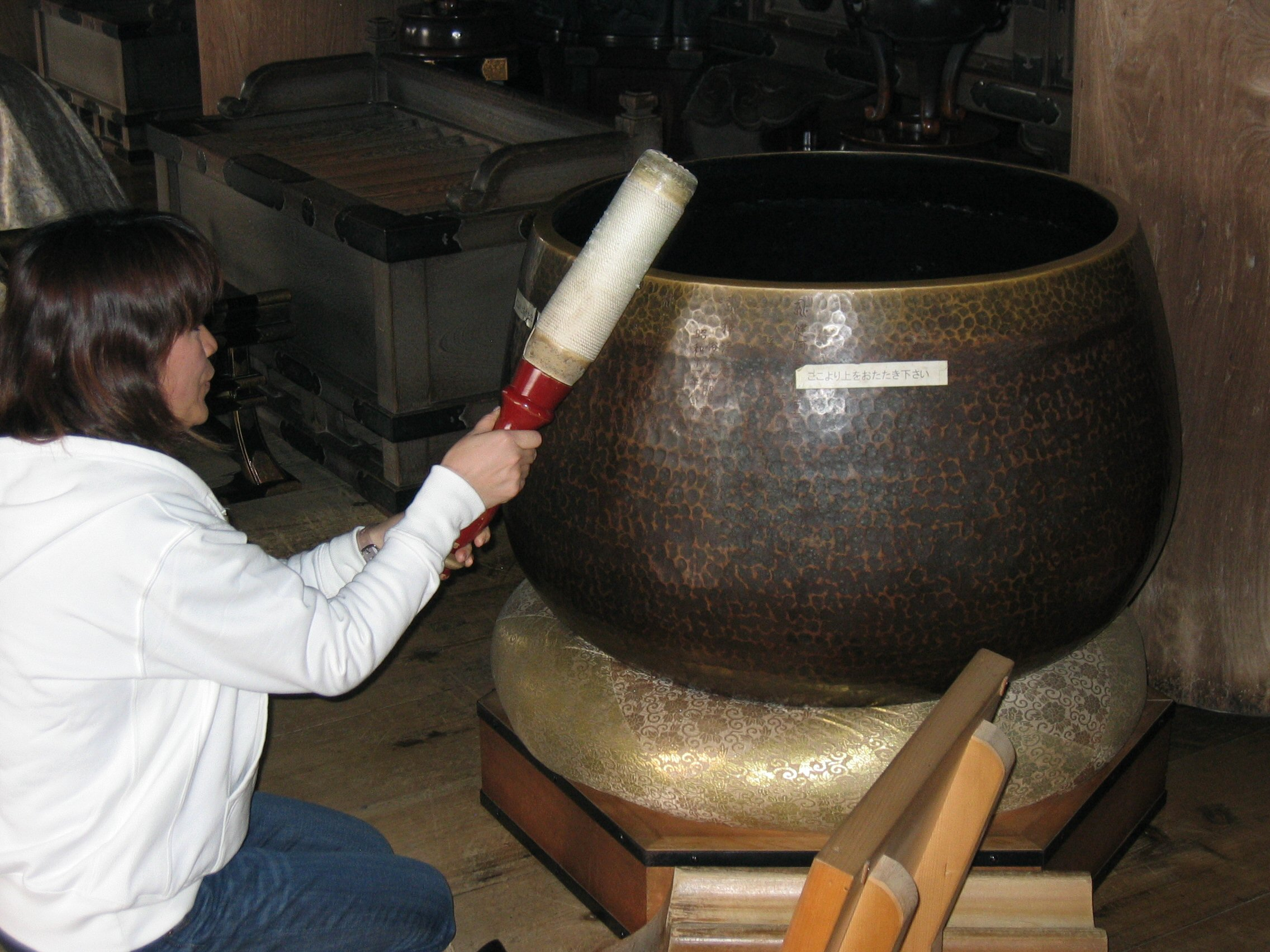
Велика співаюча чаша у храмі Кіото

Співаючі чаші (відомі також як гімалайські чаші, тибетські чаші; у Японії їх називають рін (яп. 鈴) або судзу (яп. 鈴)) — різновид дзвону як музичного інструменту. Співаючі чаші — стаціонарний інструмент, на відміну від звичайних дзвонів вони не підвішуються і не кріпляться на ручці. Звук народжується від вібрації стінок чаші і її краю. Співаючі чаші — стародавній музичний інструмент, що використався по усій Азії як частина релігійних традицій бон і тантричного буддизму. В наші дні, окрім традиційного релігійного застосування, співаючі чаші використовуються всюди як інструмент для медитацій, релаксації, різних медичних практик, пов'язаних з біоритмами, в йозі.
Історично співаючі чаші виготовлялися в Тибеті, Непалі, Індії, Бутані, Китаї, Японії і Кореї. Останнім часом основне виробництво знаходиться в Гімалайському регіоні і найчастіше випускається під назвою «тибетські співаючі чаші».

## Походження, історія і використання
У буддійській практиці співаючі чаші використовуються як допоміжний інструмент для медитацій, молитов і занурення в транс. Китайські буддисти, приміром, використовують чаші разом з моктаком (різновид дерев'яної коробочки) під час співів, ударяючи в чашу у момент співу певної фрази в сутрі, мантрі або гімні. В Японії і В'єтнамі окрім цього за допомогою чаш відміряють час в процесі молитви або сигналізують зміну діяльності.
Письмових джерел, що описують використання чаш в давнину, досі не знайдено, проте існує чимало зображень і скульптур, в яких фігурує цей музичний інструмент. У приватних колекціях зустрічаються чаші X—XII століть, проте перші чаші могли з'явитися набагато раніше — бронзові дзвони в Азії, наприклад, почали робити приблизно у IX столітті до н. е.
Гра на співаючих чашах є неквапливим водінням дерев'яного або іноді пластикового товкачика (стіка) по краях чаші, в результаті тертя народжується тривалий, «співаючий» звук, наповнений обертонами. Від якості виготовлення чаші безпосередньо залежить «наповненість» звуку гармонійними обертонами. Варіюючи силу натиснення стіка на краї чаші або вагу стіка, можна отримати різні тональності. Другий варіант гри на співаючих чашах — несильний удар обернутого замшею стіка, що народжує теплий звук, схожий на дзвін дзвоника.

## Стародавні співаючі чаші

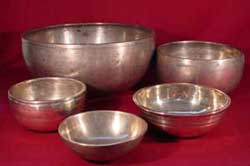
Древні гімалайські чаші

Традиційно, стародавні співаючі чаші робилися зі сплаву п'яти металів, відомого в індуїзмі як панчалоха, який має сакральне значення для країн Гімалаїв. Основою була мідь, з додаванням олова, цинку, заліза і інших металів, найчастіше золота, срібла або нікелю. Фактично виходила лита бронза або латунь, ушляхетнена дорогоцінним металом. Проте на думку деяких колекціонерів, такої унітарності не додержувалися, і чаші робилися з найрізноманітніших сплавів, від 3 до 12 різних металів.
Унікальність стародавніх співаючих чаш полягає в тому, що одночасно звучать декілька гармонійних обертонів. Це пов'язано з тим, що чаші робляться зі сплава декількох металів, кожен з яких звучить на власній «хвилі». Попри те, що традиційна техніка виготовлення співаючих чаш вважається загубленою, з різних куточків Непалу все ще поставляються чаші зроблені традиційною ручною ковкою. Правда якість сплаву помітно гірша ніж у древніх чаш, та і вважається що сам процес старіння ушляхетнює звук, робить його теплішим і м'якшим.
Древні співаючі чаші нерідко прикрашалися абстрактними візерунками, орнаментами, як по краю чаші так і на її дні.
Як і будь-який антикваріат, стародавні співаючі чаші є предметом колекціонування, проте цінність їм надає не лише їх вік, але і музичні якості.

## Сучасні співаючі чаші

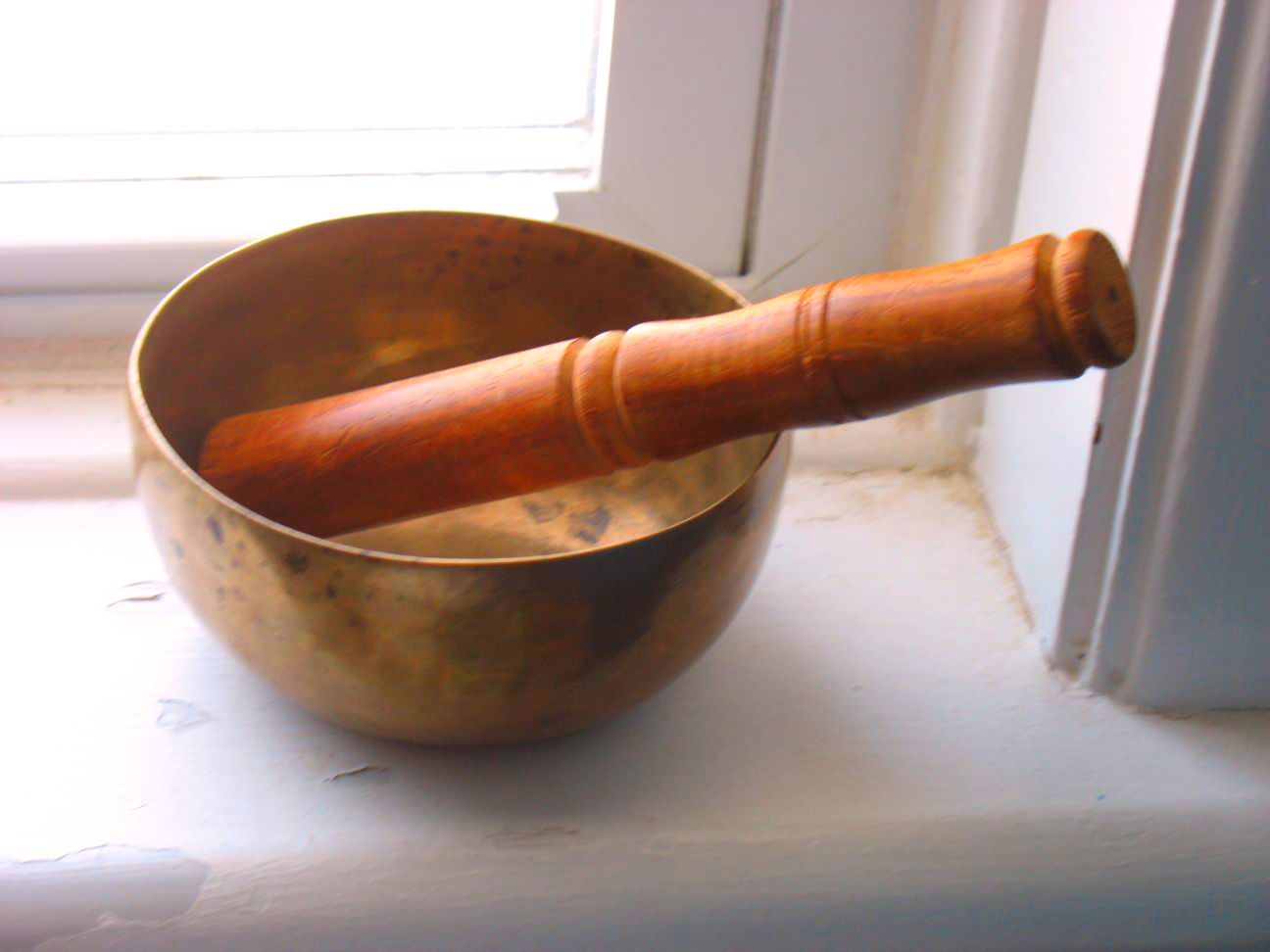
Невелика співаюча чаша зі стіком

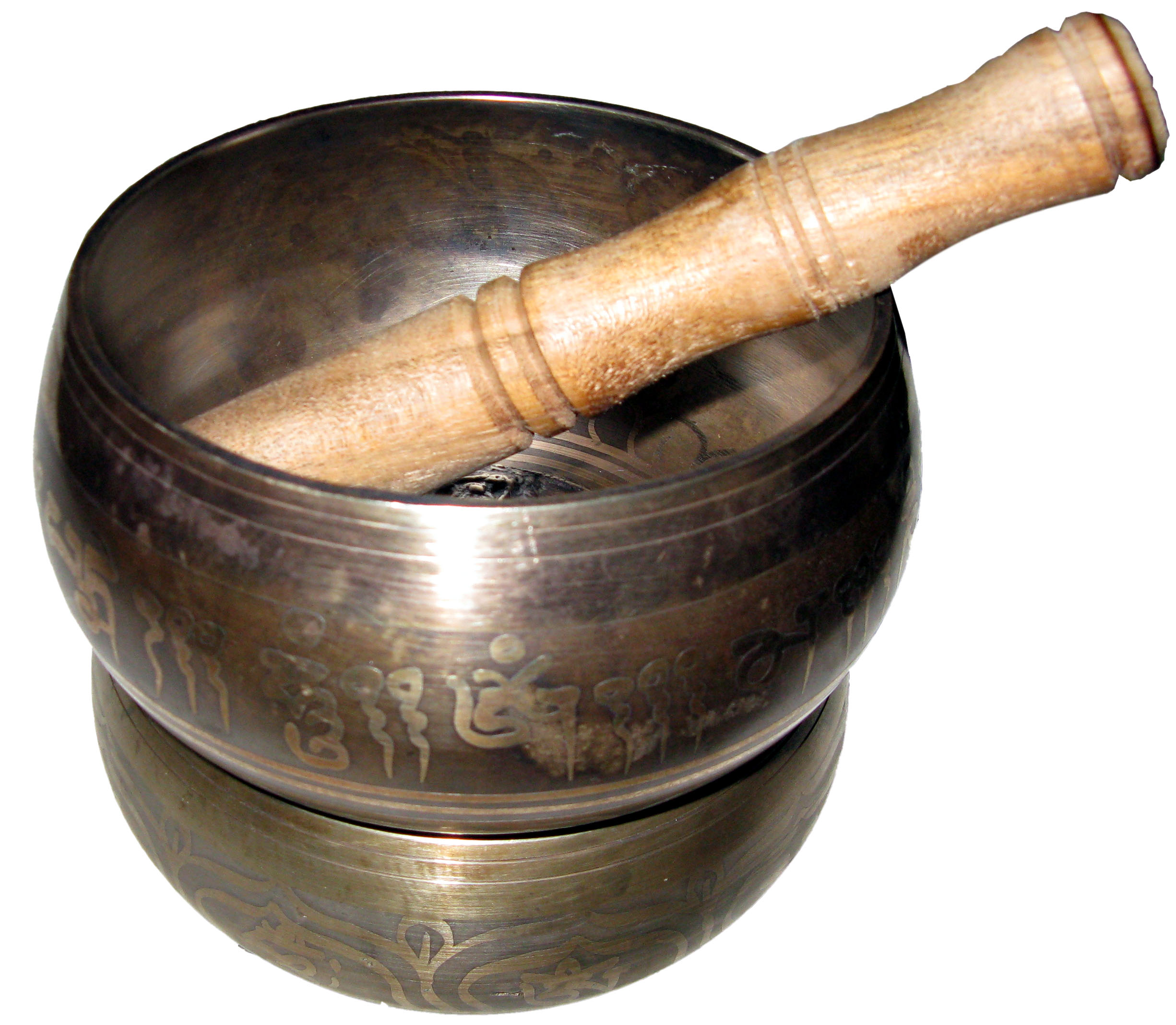
Дві бронзові чаші з калаталом

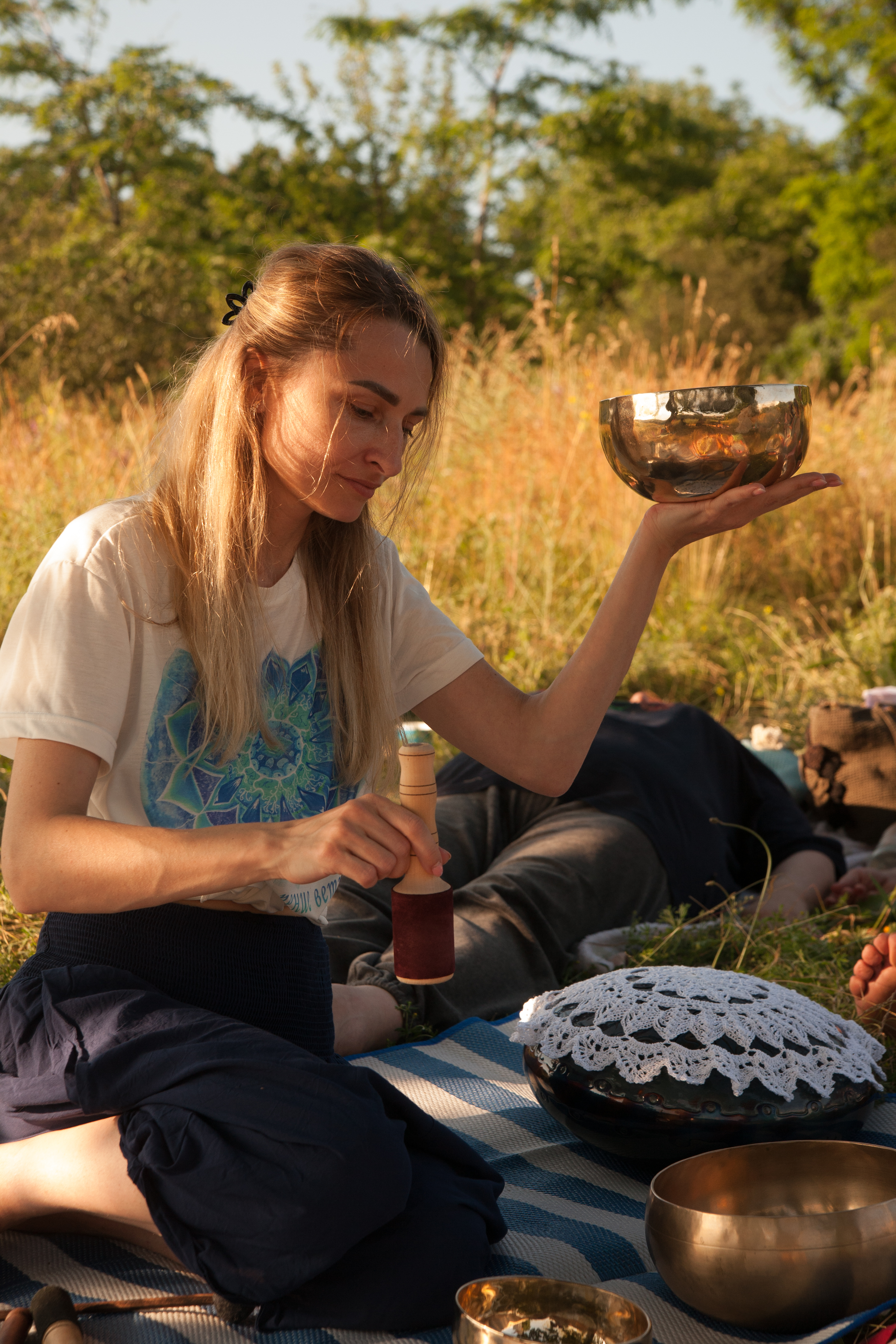
Співочі чаші в звукотерапії.

В наші дні виробництво співаючих чаш знаходиться на підйомі і якість їх росте. У зв'язку з тим, що співаючі чаші все частіше купують як сувеніри, їх стали прикрашати популярними релігійними символами і різними спіритуальними мотивами. Класикою є буддійські мантри, такі як Ом ваб падме хум, індуїстська Аштамангала і зображення Будди.
Сучасні співаючі чаші робляться з бронзи, але без додавання рідкісних і дорогоцінних металів, що позначається на звучанні. Найпоширенішими є чаші з Непалу і півночі Індії, проте Японія з Кореєю теж виготовляють чаші високої якості, щоправда вони менше спрямовані на експорт.
На відміну від чаш ручної роботи, які ще можуть змагатися з древніми зразками, співаючі чаші, зроблені машинним способом, мають досить погані музичні показники, усе їх звучання обмежується двома гармонійними обертонами, що занадто мало для вимогливих музикантів.

## Співаючі чаші в музиці
Основне поширення співаючі чаші отримали в етнічній музиці і музиці нью-ейдж, багато в чому завдяки цим стилям вони і сталі популярні. Тепер же чаші стали використовуватися в найрізноманітніших стилях стилях, від ембієнту до нео-класики і рок-музики.

### Ресурси Інтернету
- Singing bowls in Nepal [Архівовано 16 лютого 2016 у Wayback Machine.]
- Вікісховище має мультимедійні дані за темою: Співаючі чаші
- Співаючі піали Тибету [Архівовано 4 березня 2016 у Wayback Machine.]